# Ismene longipetala
Ismene longipetala är en amaryllisväxtart som först beskrevs av John Lindley, och fick sitt nu gällande namn av Alan W. Meerow. Ismene longipetala ingår i släktet Ismene och familjen amaryllisväxter. Inga underarter finns listade i Catalogue of Life.